# Skrzynka pocztowa

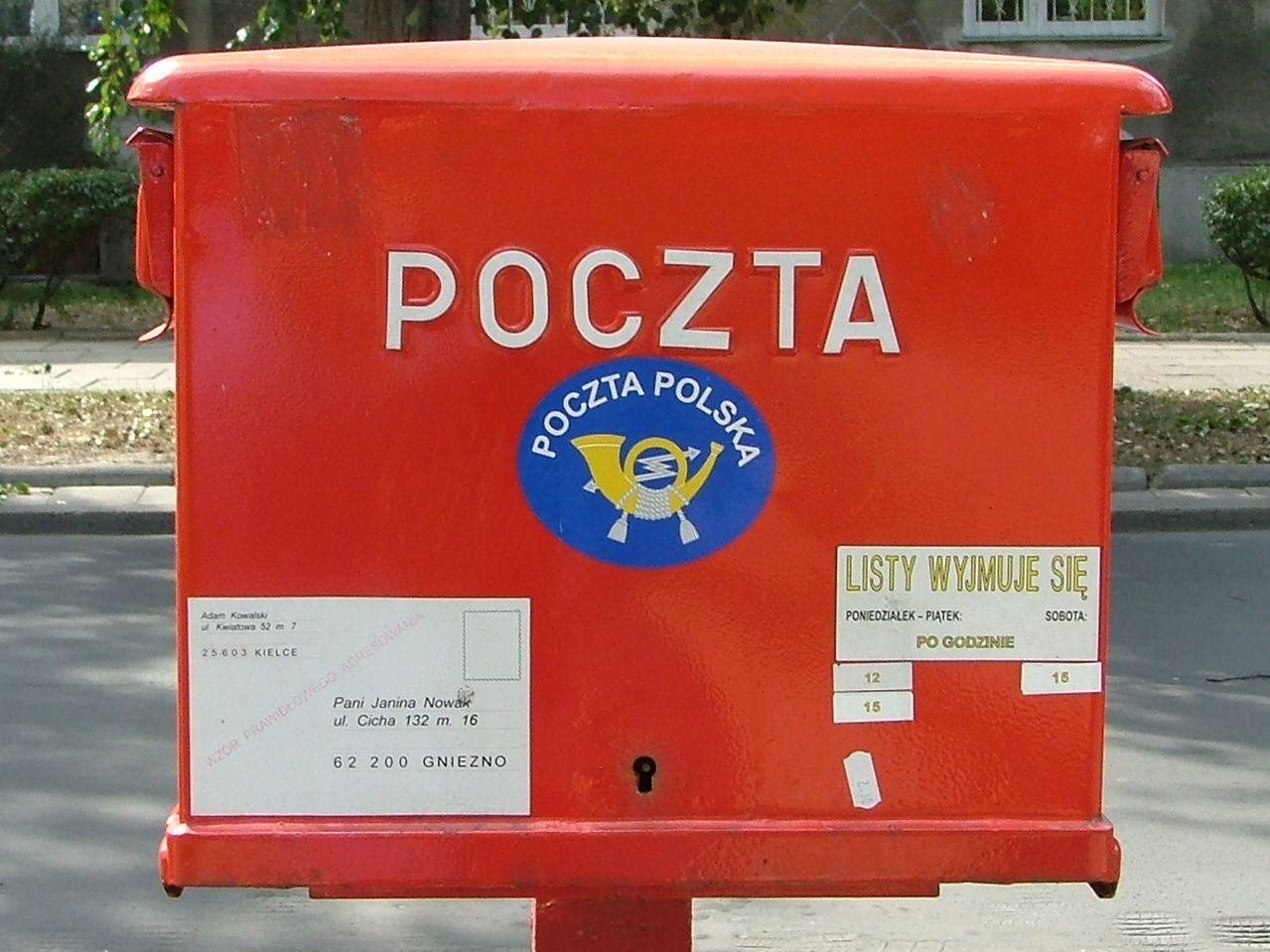
Skrzynka pocztowa w Polsce (2007)

Skrzynka pocztowa, nadawcza skrzynka pocztowa – zamykane pudło, najczęściej o kształcie zbliżonym do prostopadłościanu, choć poczty niektórych krajów używają także innych konstrukcji – obecnie najczęściej wykonane ze stali w celu zapobieżenia wandalizmom i kradzieży, w którego górnej części jednego lub dwóch boków umieszczone są szczeliny umożliwiające wrzucanie do środka listów i kartek pocztowych. Skrzynki takie są przez pracowników poczty regularnie opróżniane (w małych miejscowościach co kilka dni, w większych skupiskach ludzkich codzienne) z wrzuconych do nich przesyłek (pracownicy poczty dysponują specjalnymi kluczami, umożliwiającymi im otwieranie zamknięć skrzynek), które następnie przewożone są do pocztowych sortowni i dalej do adresatów.
Pierwsze publiczne skrzynki pocztowe w Polsce zainstalowano w Warszawie w 1842 (tylko na listy wysyłane na koszt odbiorcy), W 1860 w Królestwie Polskim wprowadzono do obiegu pierwsze polskie znaczki pocztowe. W 1872 skrzynki pocztowe zainstalowano w Kaliszu (malowane na żółto). W Polsce do końca XX w. w użyciu były trzy rodzaje skrzynek pocztowych: do przesyłek zamiejscowych (malowane na czerwono), do przesyłek miejscowych (malowane na zielono), do przesyłek lotniczych (malowane na granatowo).
Skrzynki pocztowe zawieszane są trwale na ścianach budynków lub ustawiane na chodnikach. Oznaczane są zazwyczaj w sposób standardowy w całym kraju – kształtem, kolorem i symbolami poczty (np. w Polsce i Wielkiej Brytanii – na czerwono, w Szwecji, Szwajcarii i Niemczech – na żółto, w Estonii – na pomarańczowo). Za czasów Cesarstwa Niemieckiego skrzynki pocztowe poczty niemieckiej były niebieskie. W Stanach Zjednoczonych, gdzie państwo nie ma monopolu pocztowego, kształt i kolor skrzynek pocztowych jest zróżnicowany. Ze względu na odmienności konstrukcyjne skrzynek w Wielkiej Brytanii w brytyjskiej odmianie języka angielskiego różne rodzaje skrzynek poczty Zjednoczonego Królestwa mają różne nazwy: wolno stojące w kształcie słupków – pillar box, montowane do ściany – wall box, montowane do latarni – lamp box.
Zazwyczaj na skrzynce znajduje się informacja, jak często skrzynka jest opróżniana lub kiedy będzie opróżniona najbliższym razem. Czasem jest to w formie tabliczki z nazwą dnia tygodnia, w którym przewiduje się następne opróżnienie skrzynki (jeśli odbywa się to nie częściej niż raz dziennie o stałej porze). W Niemczech informacja o terminach opróżniania skrzynek znajduje się zazwyczaj w specjalnej tabelce przytwierdzonej do skrzynki, przy czym dużym, z daleka widocznym czerwonym kółkiem oznaczane są skrzynki opróżniane także w niedziele.
Według danych z 31 grudnia 2009 w Polsce było 47,6 tys. czynnych nadawczych skrzynek pocztowych, z czego 61,6% na obszarach wiejskich.

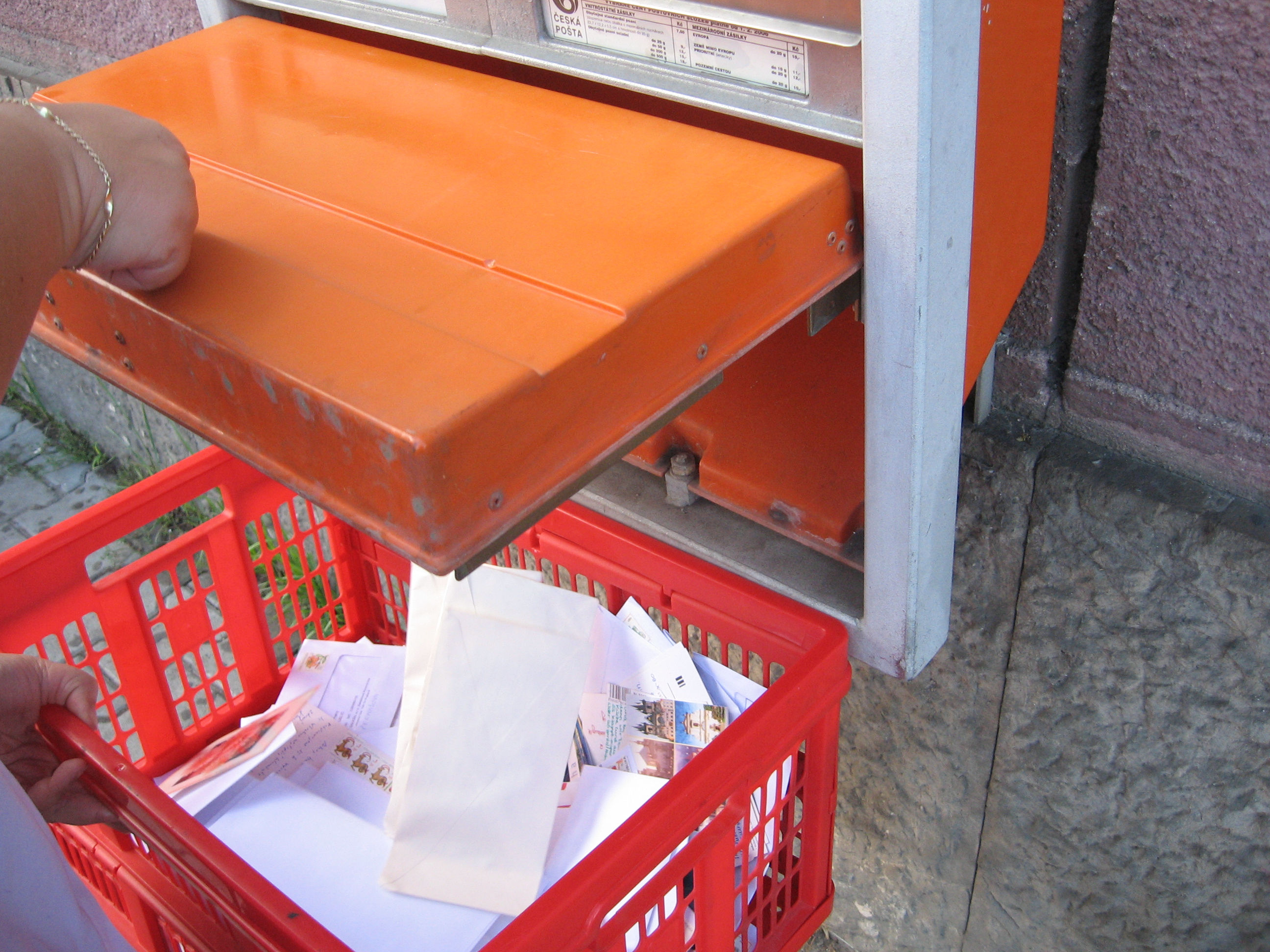
Wyjmowanie listów ze skrzynki pocztowej
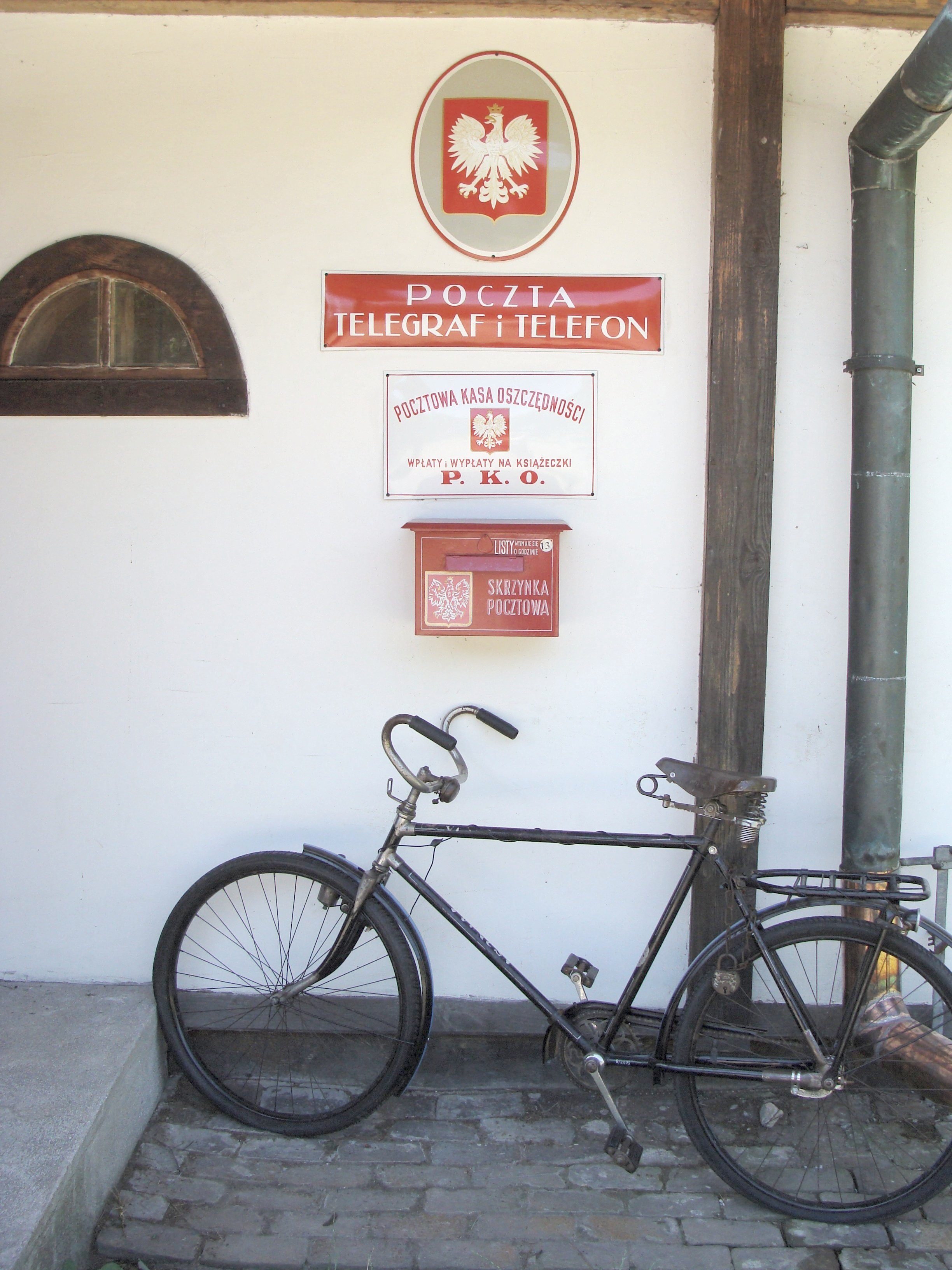
Polska skrzynka pocztowa sprzed 1939
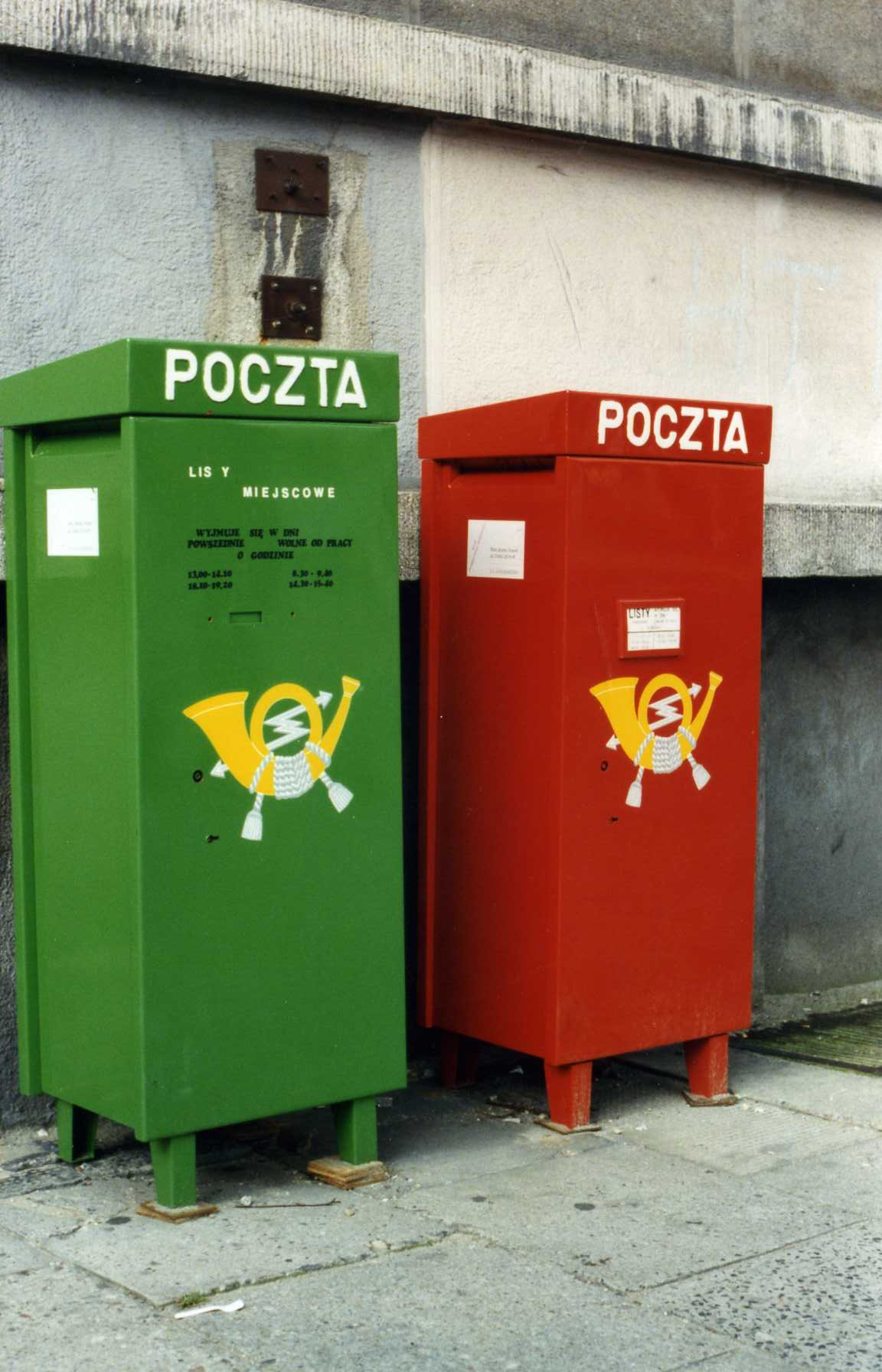
Skrzynki pocztowe na listy miejscowe (zielona) i zamiejscowe (czerwona) (1995)
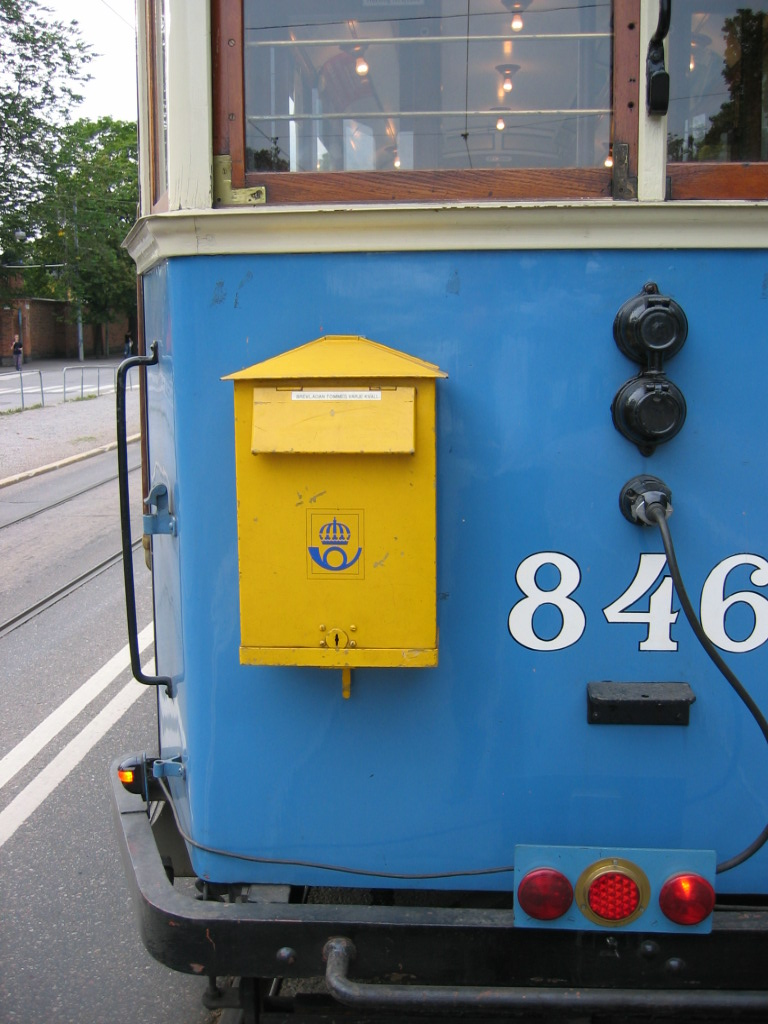
Skrzynka pocztowa na tramwaju w Sztokholmie
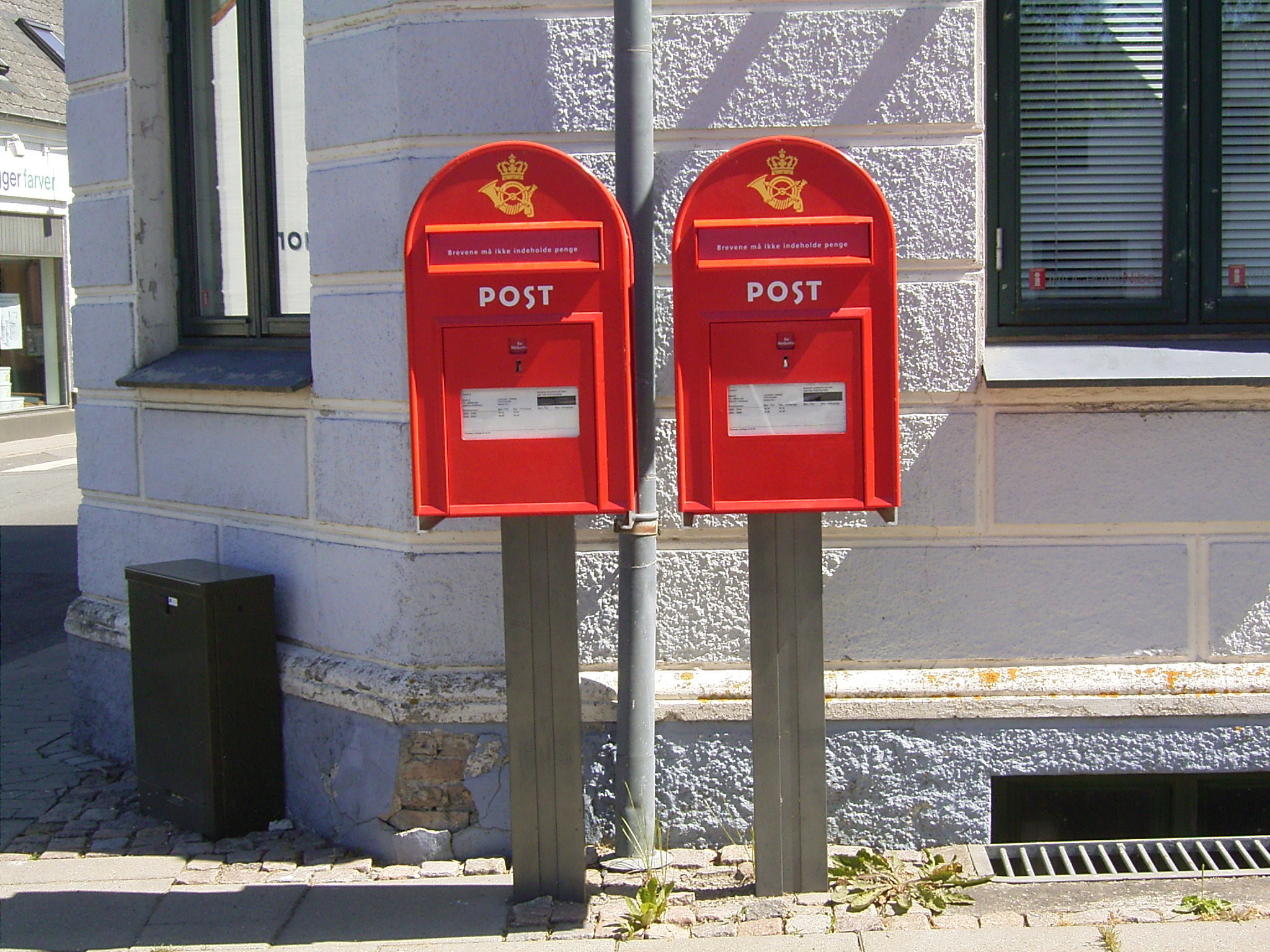
Skrzynki pocztowe w Danii
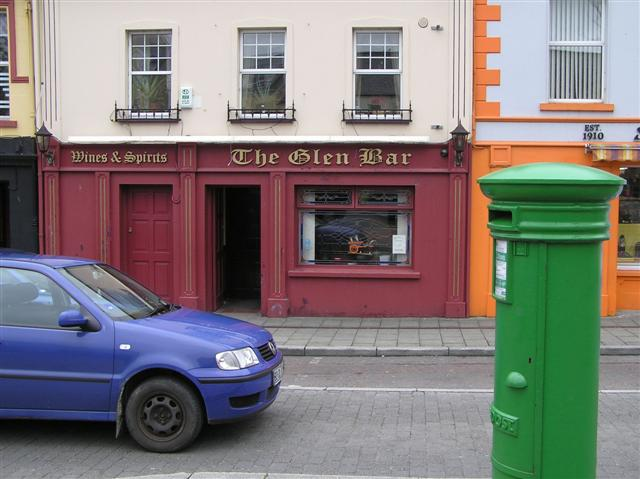
Skrzynka pocztowa w Irlandii (2009)
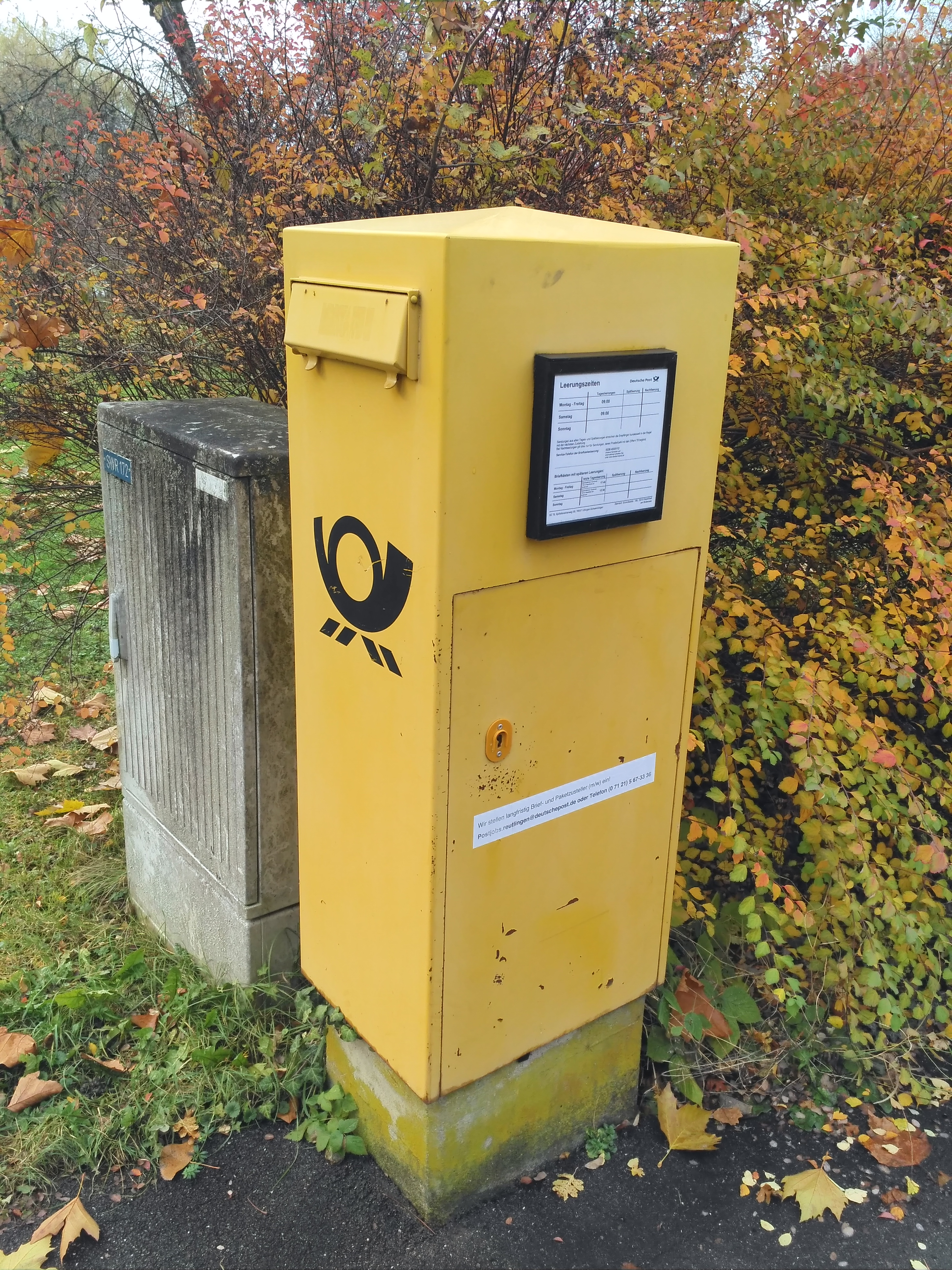
Skrzynka pocztowa w Niemczech
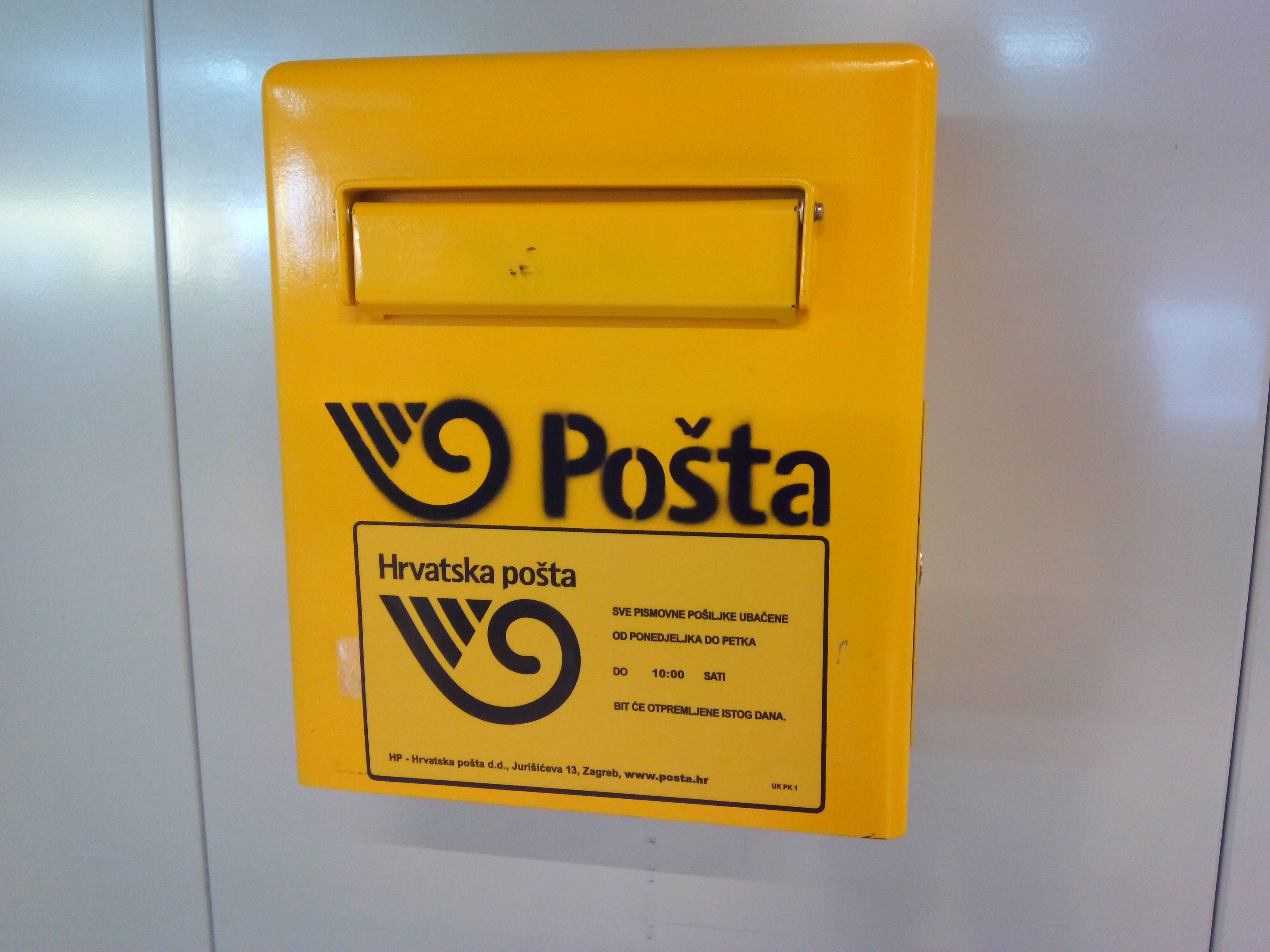
Skrzynka pocztowa w Chorwacji
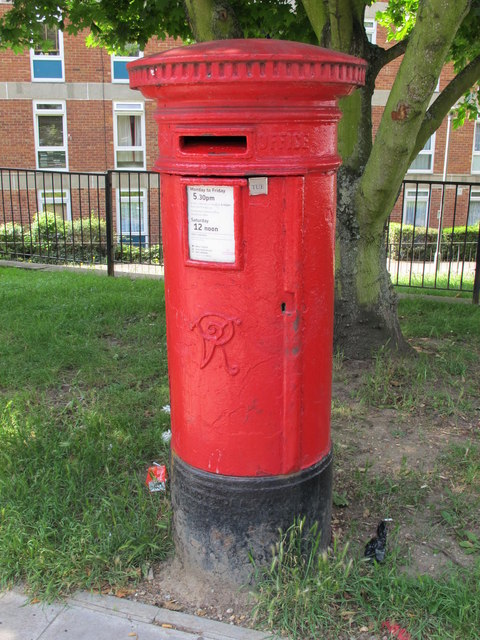
Skrzynka pocztowa z czasów królowej Wiktorii w Wielkiej Brytanii